# ستيفن ديكاتور كاربنتر
ستيفن ديكاتور كاربنتر (بالإنجليزية: Stephen Decatur Carpenter)‏ هو عسكري أمريكي، ولد في 21 مايو 1818 في Dover-Foxcroft, Maine ‏ في الولايات المتحدة، وتوفي في 31 ديسمبر 1862 في مقاطعة روثرفورد في الولايات المتحدة.